# 돌격! 남자훈련소

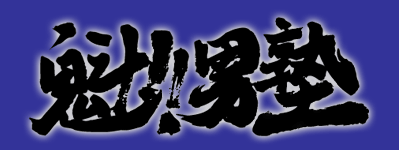

돌격! 남자훈련소(일본어: 魁!!男塾 사키가케 오토코주쿠[*])(1985년 ~ 1991년)은 일본의 만화이다. 아키라 미야시타의 원작으로 전직 고급장교출신 거물 정치인이 남자들의 정신력을 단련시키는 학원을 설립하면서 벌어지는 일들을 다룬 만화이다.

## 내용의 흐름
에다지마 헤이하치라는 전직 해군장교에 의해 설립된 남자훈련소는 소년원을 포함하여 사회의 어떠한 갱생단체에서조차 포기한 불량배들을 모아서 강인한 정신력을 단련시켜서 명실공히 국가의 중심이 되는 뛰어난 인재들을 육성시키는 학원이다. 주로 여러 가지 룰이 있는 대결 방식으로 시나리오가 이어지며 초반에 적으로 등장한 인물들 상당수가 남자훈련소에 입학하여 아군으로 편입되는 내용을 담고 있다. 2부에서는 1부의 학생들의 아들들이 남자훈련소의 학생으로 입학하여 같은 시나리오가 반복되며 이때 남자훈련소 1부의 학생들은 하나같이 거물급 인사(츠루기 테츠오 - 총리, 다이고인 쟈키 - 방위청 장관, 다테 오미토 - 거대 재벌, 제이 버클러 주니어 - 미 제 7함대 사령관, 위 히엔 - 전국 최고의 의사이자 전국 최대규모의 종합병원장, 타자와 신이치로우 - 세계 최대의 호텔왕 등)로서 국가의 중요한 일을 하는 사람들이 된다.

## 등장인물
상상을 초월하는 괴물들만 모인 이 학교에서는 교직원, 학생, 적들 할것없이 모두 비정상적인 기질을 가진 인물이지만 자신들이 남자로서 일생을 살아가는 것에 대해 하나같이 큰 긍지와 자부심을 갖고 있다.

### 훈련소 본부
- 에다지마 헤이하치(江田島 平八)

1928년생. 키 195cm, 체중 115kg. 전직 해군 소장(少將)으로서 남자훈련소의 설립자이자 남자훈련소의 훈련소장. 주변의 모든 사람들의 반대와 만류에도 불구하고 혼자 전국의 불량배들을 모아 남자훈련소를 설립했다. 항상 그는 "나는 남자훈련소 소장 에다지마 헤이하치다!"라고 외치는 입버릇이 있으며 소장으로서 훈시를 할 때도 역시 "나는 남자훈련소장 에다지마 헤이하치다!"이 한마디가 그의 훈시 내용의 전부이다.(황당한 것은 이 한마디에 남자훈련소 교관들은 하나같이 눈물을 흘리며 감동한다는 것이다.) 이런 괴짜적 기질을 가진 반면 젊은 시절에는 자신이 함장으로 있는 잠수함을 자기 맘대로 개조하여 성능을 대폭 향상시키거나 단 10일 만에 독학으로 동경대 수석의 위치에 도달하는 등 학식이 무척 뛰어나면서 그 많은 주먹싸움에서 단 한 번도 패배가 없을 정도로(심지어는 남자훈련소 학생최강이라는 3호생장인 다이고인 자키마저 힘으로 눌러버릴 정도였다.)무술이 뛰어나며 특히 커다란 주먹 모양의 장풍을 구사하는 천하무쌍류 권법의 달인이기도 하다. 이렇게 에다지마 헤이하치는 전반적으로 문무를 겸비했다. 군 복무시절 연인인 사치코가 히로시마에 투하된 원자폭탄을 맞고 생을 마감한 슬픈 과거가 있다. 또한 그가 해군 함장으로 복무할 당시 회고 중에 일본군에게는 적에 해당되는 미군들을 일컬어 "그들도 우리랑 똑같이 빨간색 피를 흘리는 사람들인데 굳이 죽여야만 하나?"라고 한탄한 것으로 미뤄보면 일제에 의해 어쩔 수 없이 군복무를 하고 있었다는 것을 알 수 있다.
- 왕대인

남자훈련소 부소장. 남자훈련소의 전반적인 행정업무를 담당하며 필요한 상황이 아니라면 전면에 나서는 일이 없다. 그러나 그 실상은 에다지마 헤이하치와 비견되는 수준의 무예의 달인이다.
- 털보 교관

### 1호생
- 츠루기 테츠오/ 츠루기 모모타로(剣桃 太郎)

키 185cm, 체중 95kg. 돌격! 남자훈련소의 주인공으로 1호생장. 머리띠를 빳빳하게 세워서 섬기호혼이라는 호랑이 모양의 장풍을 구사하는 무술의 달인. 영어를 포함하여 총 7개 국어(스페인어, 중국어, 한국어, 독일어 등)에 능통하며 여러 가지 지식에 능통한 모습을 보이는 등 다른 남자훈련소의 학생들과는 달리 학식이 무척 뛰어난 모범생임에도 불구하고 스스로 남자훈련소의 입학을 선택했다. 남자훈련소의 모든 학생들의 중심이 된다.
- 다테 오미토(伊達 臣人)

키 188cm, 체중 97kg. 1호생 부호생장. 호학련의 두목으로 패극류 천봉진 창술 사용하는 창술의 달인. 교관에게 모독당하고 뺨을 난도질당한 것에 격분해서 교관을 살해한 죄로 남자훈련소에서 추방당했다. 추방당할 당시 다테 오미토의 직함은 1호생장이었다. 다테 오미토는 남자훈련소에서 퇴학당한 직후 무리들을 모아서 호학련이라는 조직을 창설했다. 다테 오미토가 퇴학당한 후 3년이 지난 시점에 다테 오미토는 남자훈련소에 복학했는데 호학련에 인연이 되어 다테 오미토의 부하들인 위 히엔, 월광, 뇌전은 다테 오미토가 복학하면서 남자훈련소에 같이 입학하게 된다. 결국 다테 오미토는 남자훈련소에서 퇴출된 후 3명의 부하들과 같이 복귀하게 된다. 복학한 이후의 다테 오미토는 츠루기 테츠오 못지 않은 맹활약을 선보이며 명실공히 돌격! 남자훈련소의 부주인공다운 면모를 보여준다. 퇴학 후 복학한 탓에 아카시 고지의 선배임에도 불구하고 아카시 고지보다 학년이 낮으며 졸업생을 제외하면 다이고인 자키만 유일하게 다테 오미토보다 선배이다.
- 위 히엔(飛燕)

키 175cm, 체중 77kg. 1호생. 호학련의 일원으로 다테 오미토의 부하. 침술의 달인으로서 다테 오미토와 마찬가지로 명실공히 돌격! 남자훈련소의 부주인공으로서 맹활약을 한다. 남자훈련소 졸업 후 의대에 진학하여 일본 최고의 외과수술 명의 겸 일본에서 최고로 명성이 높은 대학병원의 원장이 된다.
- 월광

키 190cm, 체중 100kg. 호학련의 일원으로 다테 오미토의 부하.
- 뇌전

키 178cm, 체중 95kg. 호학련의 일원으로 다테 오미토의 부하. 어떠한 상황이 발생하면 깜짝 놀라더니 바로 그 상황에 대해 매우 유창하게 설명한다. 이 때문에 많은 부분에서 패러디가 되었고 뇌전은 설명의 대명사가 되었다.
- 제이 버클러 주니어

키 195cm, 체중 95kg. 통칭 J. 미 해군사관학교에서 남자훈련소로 유학해온 유학생. 실제 미국인이며 권투의 달인이다. 츠루기 테츠오를 여러 부분에서 훌륭하게 보좌해낸다. 남자훈련소 졸업 후 다시 미 해군사관학교에 복학하여 훗날 미 제 7함대 사령관이 된다.
- 토가시 겐지(富樫 源次)

키 179cm, 체중 89kg. 남자훈련소에서 사망한 자신의 형의 뜻에 따라 남자훈련소에 입학했으며 형의 원수인 다이고인 자키를 살해하기 위한 다른 이유도 그가 남자훈련소에 입소한 또 하나의 이유이기도 하다. 보통 사람과는 비교도 안 되는 무술실력을 지녔으나 대부분의 등장인물들이 워낙 초인적인 무술실력을 지닌 탓에 그들의 그늘에 가려 빛을 보지 못하고 있다.
- 토라마루 류지(虎丸 竜次)

키 180cm, 체중 95kg. 1호생 중 가장 완력이 뛰어나지만 이렇다할 권법은 없다. 그런대로 활약은 하지만 토가시 겐지와 마찬가지로 대부분의 등장인물들의 그늘에 가려 빛을 보지 못하고 있다.
- 히데마로 고쿠코지

1호생 중 가장 키가 작으며 가장 능력이 부족한 호생. 폭력조직 두목의 아들임에도 불구하고 유난히 겁이 많다. 부모의 강요(남자훈련소에 입소하지 않으면 가업을 물려주지 않고 고쿠코지를 가문에서 방출하겠다고 선언한 것)에 의해 어쩔 수 없이 적성에 맞지도 않는 고된 훈련을 감당해야만 했으나 끊임없는 노력으로 결국 남자훈련소의 일원으로서 빛을 발하게 된다.
- 타자와 신이치로우(田沢 慎一郎)
- 츠바키야마 키요미(椿山 清美)

### 2호생
- 아카시 고지(赤石 剛次)

키 198cm, 체중 95kg. 2호생장. 뭐든지 다 벤다는 이치몽지류 참암검의 달인.

### 3호생
- 다이고인 쟈키(大豪院 邪鬼)

키 215cm, 155kg. 3호생장. 에다지마 헤이하치가 군복무하면서 함장의 직책을 맡고 있을 때 에다지마 헤이하치의 부함장인 다이고인 쇼키의 아들. 다이고인 쟈키의 실력은 츠루기 테츠오와 호각지세이며 돌격 남자훈련소의 모든 등장인물들 중에 에다지마 헤이하치만 유일하게 다이고인 자키를 이긴 적이 있다. 어떠한 생명체든 근육을 날려버리는 장풍인 대호원류 권법인 진공섬풍충의 달인이며 침착한 성격을 지니고 있다. 남자훈련소 내부에서 자신의 절대권력을 과시하기 위해 생명이 위독한 츠루기 테츠오의 동료들을 전부 완벽하게 치료해서 힘으로 눌러버리려 했으나 츠루기 테츠오와 다테 오미토의 맹활약으로 1호생과의 대결에서 간발의 차이로 패배했다. 다이고인 쟈키는 남자훈련소를 끝없이 유급한 끝에 10년 만에 졸업 후 군에 입대하여 방위청 장관(한국의 국방부 장관)이 된다.
- 이에케

3호생 부호생장. 츠루기 테츠오와의 일전에서 손과 발이 중독되자 자신이 중독된 것을 오히려 이용하여 독수(毒手)를 이용한 권법을 창안해냈다. 자신이 사망한 것으로 위장한 뒤 배후에서 츠루기 테츠오를 도와주는 숨은 조력자의 역할을 담당하기도 했다.
- 센쿠우
- 디노 남작
- 만지마루(卍丸)
- 라젯

### 남자훈련소의 적
- 토토효에

에다지마 헤이하치와 불구대천지 원수. 사치코를 강제로 자신과 결혼하게 하려다 에다지마 헤이하치의 방해로 실패한 적이 있으며 에다지마 헤이하치가 해군장교로 복무할 당시에도 에다지마 헤이하치를 군대에서 매장시키려 발버둥쳤다. 남자훈련소가 창설되자 남자훈련소 학생 전원을 몰살시키기 위해 일단 에다지마 헤이하치를 납치는 했으나 지구상에 에다지마 헤이하치를 가둘 만한 곳은 그 어디에도 없었기 때문에 결국 에다지마 헤이하치를 우주 공간에 떠 있는 인공위성에 유폐시켰다. 그렇게 해놓고 에다지마 헤이하치를 구출하러 온 남자훈련소 학생들을 몰살시키려 했지만 실패 후 츠루기 테츠오에게 살해된다. 그의 아들은 이런 토토 효에의 행동에 치를 떤 나머지 스스로 남자훈련소에 입학하여 츠루기 테츠오의 후배가 된다.

## 단체
- 풍운 나한 훈련소 (風雲 羅漢 訓練所) - 에다지마 헤이하치의 친구이자 라이벌이 에다지마 헤이하치와 서로 뜻을 합하여 국가를 움직이는 인재를 육성하기로 하였으며 누가 더 훌륭한 인물을 배출하느냐를 놓고 내기를 걸었다. 그 와중에 에다지마 헤이하치의 라이벌이 창설한 남자훈련소와 같은 훈련소로서 마찬가지로 국가를 움직이는 인재를 육성하고 있다. 하지만 나한 훈련소는 남자훈련소와는 다르게 처음부터 엘리트 위주로 입학시켜 훈련시키고 있다.
- 세계 남자 연합 - 이 세상의 진정한 사나이를 가리기 위해 세계 각국에서 모여 창설된 단체. 일정기간을 주기로 하여 사나이간의 자웅을 겨루는 남자컵 대회를 개최한다.
- 대흉성 -
- 호학련 - 다테 오미토의 개인 조직. 다테 오미토가 살인을 저지르고 남자훈련소에서 쫓겨난 이후 불량배들을 모아서 만든 조직. 훗날 다테 오미토가 복학하면서 다른 사람에 의해 위임되었으며 여기에 가담한 히엔 등 3명은 다테 오미토를 따라 남자훈련소에 입학한다.

## 민명서방
민명서방은 권법이나 각종 신기한 사건, 관습 등을 서술한 책 위주로 출간하는 돌격! 남자훈련소의 세계관에 존재하는 전문 출판사이다. 돌격! 남자훈련소에서는 특정 무술이나 비법 등을 소개하는 부분도 묘사되는데 이것에 주석 및 참고자료는 모두 민명서방에서 출간한 책으로 되어 있다. 그러나 민명서방이라는 출판사에서 만든 책들의 내용은 하나같이 현실적으로 맞지 않는 부분이 많거나 우스꽝스러운 부분이 많아(예를 들면 목봉을 머리 위로 돌려 헬기처럼 하늘을 날아다니는 것 등.) 그 신빙성이 의심되기도 했다.

## 같이 보기
- 천하무쌍
- 민명서방